# Hyrlata
Hyrlata (1103 m) – dwuwierzchołkowy szczyt w Bieszczadach Zachodnich. Jest kulminacją zwartego masywu położonego pomiędzy dolinami Solinki i Roztoczki, będącego bocznym odgałęzieniem pasma granicznego, Inne wierzchołki tego masywu to: Berdo (1041 m) na północnym zachodzie oraz Rosocha (1084 m) na południowym wschodzie. 
Hyrlata usytuowana jest w części centralnej. Stoki w niektórych miejscach są strome i niemal całkowicie porośnięte bukowym lasem, ale szczyt jest trawiasty. Rozciąga się z niego szeroka panorama widokowa obejmująca niemal całą zachodnią część polskich Bieszczadów, a przy dobrej pogodzie można stąd zobaczyć Tatry. Na niższym, południowym wierzchołku znajduje się wychodnia piaskowców ciśniańskich. 
Nieznane jest pochodzenie nazwy szczytu. W Aktach Sanockich z 1534 r. opisany był jako Howorlath. Na austriackiej mapie Galicji Carla Kummersberga z połowy XIX w. nosi nazwę Hyrlawa.
Cały masyw Hyrlatej znajduje się na obszarze Ciśniańsko-Wetlińskiego Parku Krajobrazowego. Administracyjnie są to tereny miejscowości Liszna, Majdan, Żubracze i Solinka (tylko osada leśna). Wzdłuż zachodnich podnóży Hyrlatej, doliną Solinki biegną tory Bieszczadzkiej Kolejki Leśnej. 
Z rzadkich w Polsce roślin występuje na Hyrlatej ciemiernik czerwonawy, a na zboczach są gawry kilku niedźwiedzi.

## Szlak turystyczny
Żubracze – Roztoki Górne
- z Żubraczego 2:00 h (↓ 1:30 h)
- z Roztok Górnych 1:45 h (↓ 1:30 h)